# 2010-es német rali

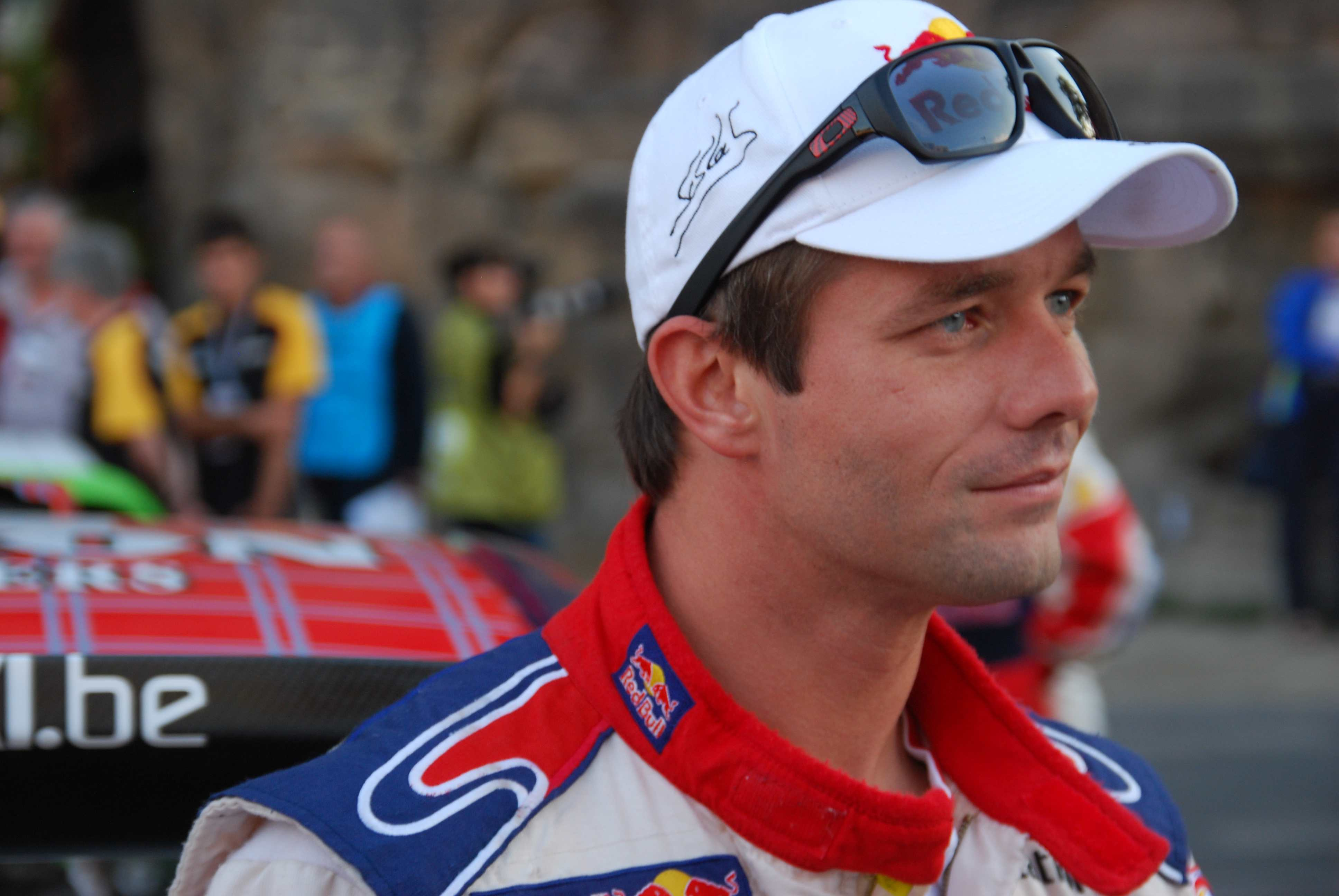
A rali győztese, Sebastien Loeb a versenyen

A 2010-es német rali (hivatalosan: 28. ADAC Rallye Deutschland) volt 2010-es rali-világbajnokság kilencedik futama. Augusztus 20 és 22 között került megrendezésre, 19 gyorsasági szakaszból állt, melyek össztávja 407 kilométert tett ki. A versenyen 78 páros indult, melyből 55 ért célba.
A versenyt immár nyolcadik alkalommal Sébastien Loeb nyerte. Másodikként Dani Sordo végzett, harmadik pedig Sébastien Ogier lett.
A futam az N csoportos, a junior, valamint a Super 2000-es rali-világbajnokság futama is volt egyben. Az N csoportosok bajnokságában a portugál Armindo Araújo lett az első, a junioroknál Hans Weijs Jr., a Super 2000-es értékelésben pedig Patrik Sandell nyert.
Két magyar páros is részt vett a versenyen. Ifj. Érdi Tibor és navigátora Táborszki Attila egy Mitsubishi Lancer Evo IX-es versenyautóval állt rajthoz a viadalon, míg a másik magyar egység, Fischer Dániel és Földesi Csaba egy Honda Civic Type-R-el indult.  Érdi Tiborék a harmincharmadik helyen zártak, Fischer Dánielék pedig nem értek célba.

## Beszámoló
Első nap
Második nap
Harmadik nap

## Szakaszok
| Nap               | Szakasz | Rajtidő | Szakasz neve             | Hossz    | Győztes        | Idő     | Átlagsebesség | Versenyben vezető |
| ----------------- | ------- | ------- | ------------------------ | -------- | -------------- | ------- | ------------- | ----------------- |
| 1. (Augusztus 20) | 1.      | 09:43   | Ruwertal/Fell 1          | 24.01 km | Sébastien Loeb | 13:54.2 | 103.1 km/h    | Sébastien Loeb    |
| 1. (Augusztus 20) | 2.      | 10:46   | Grafschaft Veldenz 1     | 23.09 km | Sébastien Loeb | 13:29.5 | 103.2 km/h    | Sébastien Loeb    |
| 1. (Augusztus 20) | 3.      | 11:34   | Moselland 1              | 19.92 km | Sébastien Loeb | 12:06.8 | 95.1 km/h     | Sébastien Loeb    |
| 1. (Augusztus 20) | 4.      | 14:32   | Ruwertal/Fell 2          | 24.01 km | Petter Solberg | 13:51.7 | 103.5 km/h    | Sébastien Loeb    |
| 1. (Augusztus 20) | 5.      | 15:35   | Grafschaft Veldenz 2     | 23.09 km | Sébastien Loeb | 13:26.5 | 103.6 km/h    | Sébastien Loeb    |
| 1. (Augusztus 20) | 6.      | 16:23   | Moselland 2              | 19.92 km | Dani Sordo     | 12:01.3 | 95.8 km/h     | Sébastien Loeb    |
| 2. (Augusztus 21) | 7.      | 07:48   | Hermeskeil / Gusenburg 1 | 11.34 km | Sébastien Loeb | 6:11.5  | 109.89 km/h   | Sébastien Loeb    |
| 2. (Augusztus 21) | 8.      | 08:31   | St. Wendeler Land 1      | 16.95 km | Dani Sordo     | 9:10.3  | 110.89 km/h   | Sébastien Loeb    |
| 2. (Augusztus 21) | 9.      | 09:04   | Freisen / Westrich 1     | 16.68 km | Sébastien Loeb | 9:55.7  | 100.80 km/h   | Sébastien Loeb    |
| 2. (Augusztus 21) | 10.     | 10:30   | Arena Panzerplatte 1     | 48.00 km | Sébastien Loeb | 27:55.8 | 103.11 km/h   | Sébastien Loeb    |
| 2. (Augusztus 21) | 11.     | 14:43   | Hermeskeil / Gusenberg 2 | 11.34 km | Petter Solberg | 6:11.3  | 109.95 km/h   | Sébastien Loeb    |
| 2. (Augusztus 21) | 12.     | 15:26   | St. Wendeler Land 2      | 16.95 km | Dani Sordo     | 9:11.6  | 110.62 km/h   | Sébastien Loeb    |
| 2. (Augusztus 21) | 13.     | 15:59   | Freisen / Westrich 2     | 16.68 km | Dani Sordo     | 9:59.2  | 100.21 km/h   | Sébastien Loeb    |
| 2. (Augusztus 21) | 14.     | 17:25   | Arena Panzerplatte 2     | 48.00 km | Petter Solberg | 27:39.2 | 104.15 km/h   | Sébastien Loeb    |
| 3. (Augusztus 22) | 15.     | 07:28   | Dhrontal 1               | 22.58 km | Petter Solberg | 14:44.2 | 91.93 km/h    | Sébastien Loeb    |
| 3. (Augusztus 22) | 16.     | 08:03   | Moselwein 1              | 18.08 km | Sébastien Loeb | 10:50.7 | 100.03 km/h   | Sébastien Loeb    |
| 3. (Augusztus 22) | 17.     | 10:36   | Dhrontal 2               | 22.58 km | Petter Solberg | 14:36.9 | 92.70 km/h    | Sébastien Loeb    |
| 3. (Augusztus 22) | 18.     | 11:11   | Moselwein 2              | 18.08 km | Sébastien Loeb | 10:44.0 | 101.07 km/h   | Sébastien Loeb    |
| 3. (Augusztus 22) | 19.     | 13:03   | Circus Maximus Trier     | 4.37 km  | Kimi Räikkönen | 3:13.9  | 81.13 km/h    | Sébastien Loeb    |

## Végeredmény
| Helyezés | Versenyző               | Navigátor               | Autó                      | Idő       | Különbség | Pont |
| -------- | ----------------------- | ----------------------- | ------------------------- | --------- | --------- | ---- |
| 1.       | Sébastien Loeb          | Daniel Elena            | Citroën C4 WRC            | 3:59:38.3 | 0.0       | 25   |
| 2.       | Dani Sordo              | Diego Vallejo           | Citroën C4 WRC            | 4:00:29.6 | 51.3      | 18   |
| 3.       | Sébastien Ogier         | Julien Ingrassia        | Citroën C4 WRC            | 4:01:51.6 | 2:13.3    | 15   |
| 4.       | Jari-Matti Latvala      | Miikka Anttila          | Ford Focus RS WRC 09      | 4:02:12.2 | 2:33.9    | 12   |
| 5.       | Petter Solberg          | Chris Patterson         | Citroën C4 WRC            | 4:06:26.0 | 6:47.7    | 10   |
| 6.       | Matthew Wilson          | Scott Martin            | Ford Focus RS WRC 08      | 4:08:25.0 | 8:46.7    | 8    |
| 7.       | Kimi Räikkönen          | Kaj Lindström           | Citroën C4 WRC            | 4:08:28.8 | 8:50.5    | 6    |
| 8.       | Hálid al-Kászimi        | Michael Orr             | Ford Focus RS WRC 08      | 4:17:14.8 | 17:36.5   | 4    |
| 9.       | Mark van Eldik          | Robin Buysmans          | Subaru Impreza WRC 08     | 4:17:31.3 | 17:53.0   | 2    |
| 10.      | Patrik Sandell          | Emil Axelsson           | Škoda Fabia S2000         | 4:17:37.1 | 17:58.8   | 1    |
| JWRC     |                         |                         |                           |           |           |      |
| 1. (22.) | Hans Weijs, Jr.         | Bjorn Degandt           | Citroën C2 S1600          | 4:30:13.4 | 0.0       | 25   |
| 2. (26.) | Aaron Burkart           | Andre Kachel            | Suzuki Swift S1600        | 4:35:32.6 | 5:19.2    | 18   |
| 3. (30.) | Karl Kruuda             | Martin Järveoja         | Suzuki Swift S1600        | 4:41:05.3 | 10:51.9   | 15   |
| 4. (38.) | Christian Riedemann     | Josefine Corinn Beinke  | Ford Fiesta R2            | 4:49:21.9 | 19:08.5   | 12   |
| 5. (40.) | Egoi Elder Valdés López | Albert Garduno          | Renault Clio R3           | 4:57:55.9 | 27:42.5   | 10   |
| 6. (46.) | Yeray Lemes             | Rogelio Peňate          | Renault Clio S1600        | 5:04:55.3 | 34:41.9   | 8    |
| 7. (54.) | Todor Slavov            | Dobromir Filipov        | Renault Clio R3           | 2:57:50.1 | 17:15.5   | 6    |
| SWRC     |                         |                         |                           |           |           |      |
| 1. (10.) | Patrik Sandell          | Emil Axelsson           | Škoda Fabia S2000         | 4:17:37.1 | 0.0       | 25   |
| 2. (11.) | Martin Prokop           | Jan Tománek             | Ford Fiesta S2000         | 4:17:41.8 | 4.7       | 18   |
| 3. (13.) | Per-Gunnar Andersson    | Anders Fredriksson      | Škoda Fabia S2000         | 4:20:49.7 | 3:12.6    | 15   |
| 4. (14.) | Eyvind Brynildsen       | Cato Menkerud           | Škoda Fabia S2000         | 4:20:52.3 | 3:15.2    | 12   |
| 5. (15.) | Xavier Pons             | Alex Haro               | Ford Fiesta S2000         | 4:23:37.2 | 6:00.1    | 10   |
| 6. (28.) | Michał Kościuszko       | Maciek Szczepaniak      | Škoda Fabia S2000         | 4:40:58.5 | 23:21.4   | 8    |
| 7. (32.) | Bernardo Sousa          | Nuno Rodrigues da Silva | Ford Fiesta S2000         | 4:42:06.2 | 24:29.1   | 6    |
| 8. (35.) | Albert Llovera          | Borja Rozada            | Abarth Grande Punto S2000 | 4:47:13.3 | 29:36.2   | 4    |
| PWRC     |                         |                         |                           |           |           |      |
| 1. (18.) | Armindo Araújo          | Miguel Ramalho          | Mitsubishi Lancer Evo X   | 4:26:08.4 | 0.0       | 25   |
| 2. (19.) | Haydon Paddon           | John Kennard            | Mitsubishi Lancer Evo X   | 4:26:32.8 | 24.4      | 18   |
| 3. (20.) | Patrik Flodin           | Göran Bergsten          | Subaru Impreza WRX STI    | 4:28:53.5 | 2:45.1    | 15   |
| 4. (23.) | Hermann Gassner, Jr.    | Katharina Wustenhagen   | Mitsubishi Lancer Evo IX  | 4:30:43.6 | 4:35.2    | 12   |
| 5. (31.) | Ott Tänak               | Kuldar Sikk             | Mitsubishi Lancer Evo X   | 4:41:42.0 | 15:33.6   | 10   |
| 6. (34.) | Arai Tosihiro           | Daniel Barritt          | Subaru Impreza WRX STI    | 4:44:35.8 | 18:27.4   | 8    |
| 7. (43.) | Nicholai Georgiou       | Joseph Matar            | Mitsubishi Lancer Evo X   | 4:59:09.6 | 33:01.2   | 6    |
| 8. (45.) | Peter Horsey            | Calvin Cooledge         | Mitsubishi Lancer Evo X   | 5:01:10.6 | 33:01.2   | 4    |
| 9. (53.) | Nuno Barroso Pereira    | Pedro Conde             | Subaru Impreza WRX STI    | 5:17:28.0 | 51:19.6   | 2    |